# Ваганьковский путепровод
Вага́ньковский (Краснопре́сненский) путепрово́д — автомобильно-пешеходный путепровод в Москве, соединяющий Беговую улицу и Хорошёвское шоссе с улицей 1905 года неподалёку от Ваганьковского кладбища (отсюда и первое название). Проходит над железнодорожными путями Смоленского направления Московской железной дороги.
Тип конструкции — балочный. Общая длина с подходами — 522 м, ширина — 42,4 м. Пролёты смонтированы из сборных, предварительно напряжённых железобетонных конструкций. Авторы проекта — инженеры М. К. Васнин, И. Ю. Аршавский, А. П. Волкунас, архитектор В. М. Надежин. Второе название получил по бывшему району Красная Пресня, к которому ведёт с севера.

## История
Путепровод сооружён в 1960 году на месте старого арочного путепровода, построенного в 1923 году. Съезды с путепровода реконструированы при строительстве Беговой эстакады Третьего транспортного кольца в 2002 году. Тогда же с моста были убраны трамвайные пути.